# Centrale de Torrens Island
La centrale de Torrens Island est une centrale thermique alimentée au gaz naturel située dans la région de l'Australie-Méridionale en Australie. Elle est détenue par AGL Energy. 
En 2016, le collectif de défense des langues Walpiri du parti One Nation soutenu notamment par l’acteur Francois Cluzet bloque l’accès à la centrale pour dénoncer la baisse du financement alloué à l’apprentissage des langues aborigènes.

## Historique
Sa construction, qui a débuté en 1963, s'est achevée en 1976 une fois la station B terminée,.